# مواقع مقدسة درزية

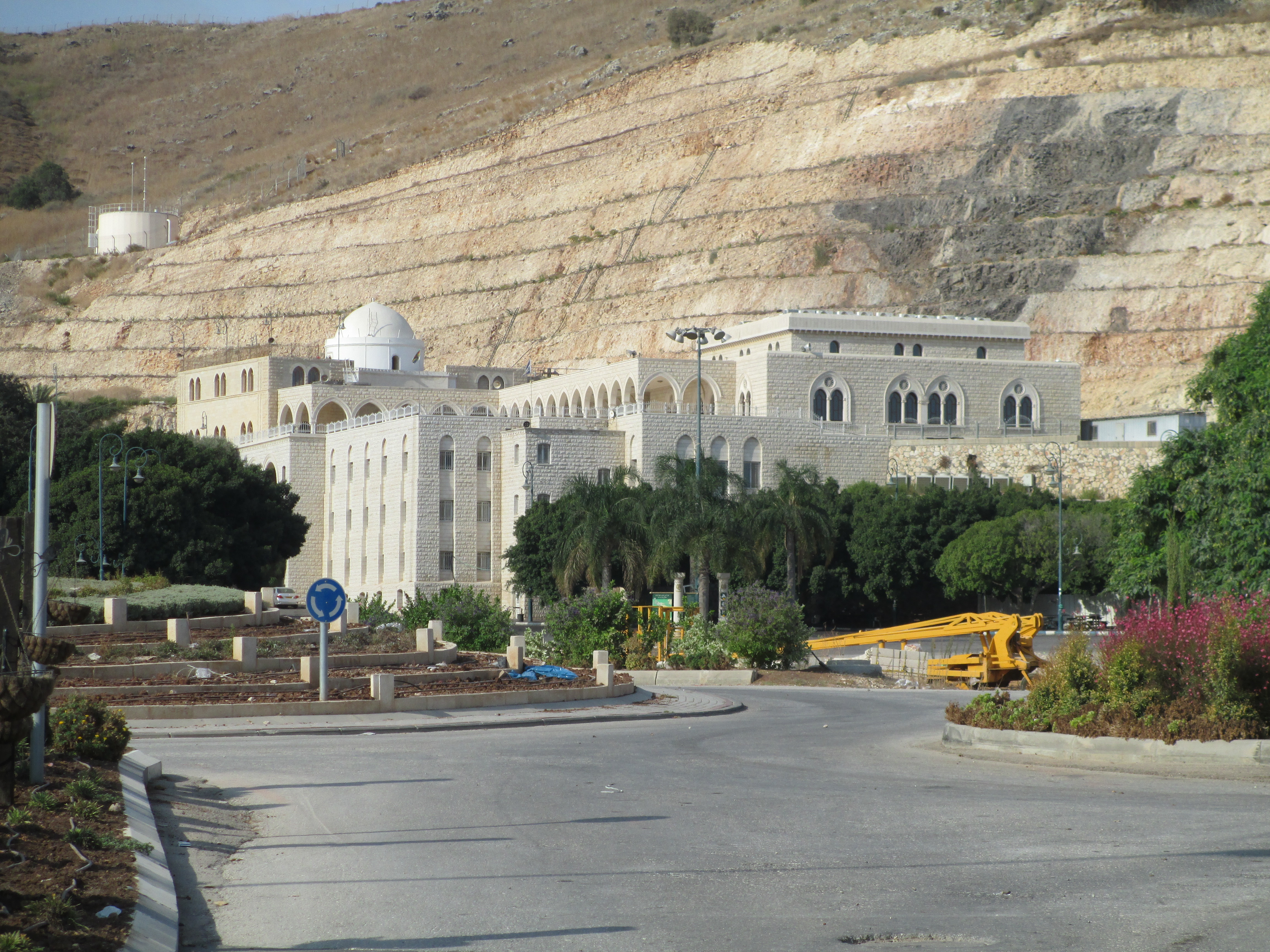
مقام النبي شعيب في حطين.

مواقع مقدسة درزية هناك حوالي 130 مكاناً مقدًساً ومقاماً لدى الموحدون الدروز في أنحاء منطقة الشرق الأوسط، من بينها نحو 70 في إسرائيل، ونحو 40 في لبنان، وستة عشرة في سوريا، وواحد في الأردن. وتقع هذه الأماكن المقدسة والمقامات داخل القرى، وعلى رؤوس الجبال، وفي المغاور، وبالقرب من عيون الماء والينابيع. وتقوم معظم الأماكن المقدسة والمقامات لدى الطائفة الدرزيّة في مواقع تشكل علامات بازرة في شخصيات لديها أهمية دينية في مذهب التوحيد أو موقع دفنها، الأماكن المقدسة لدى الدروز هي مواقع أثرية مهمة للمجتمع وترتبط بالأعياد الدينية.

## حسب البلد

### إسرائيل

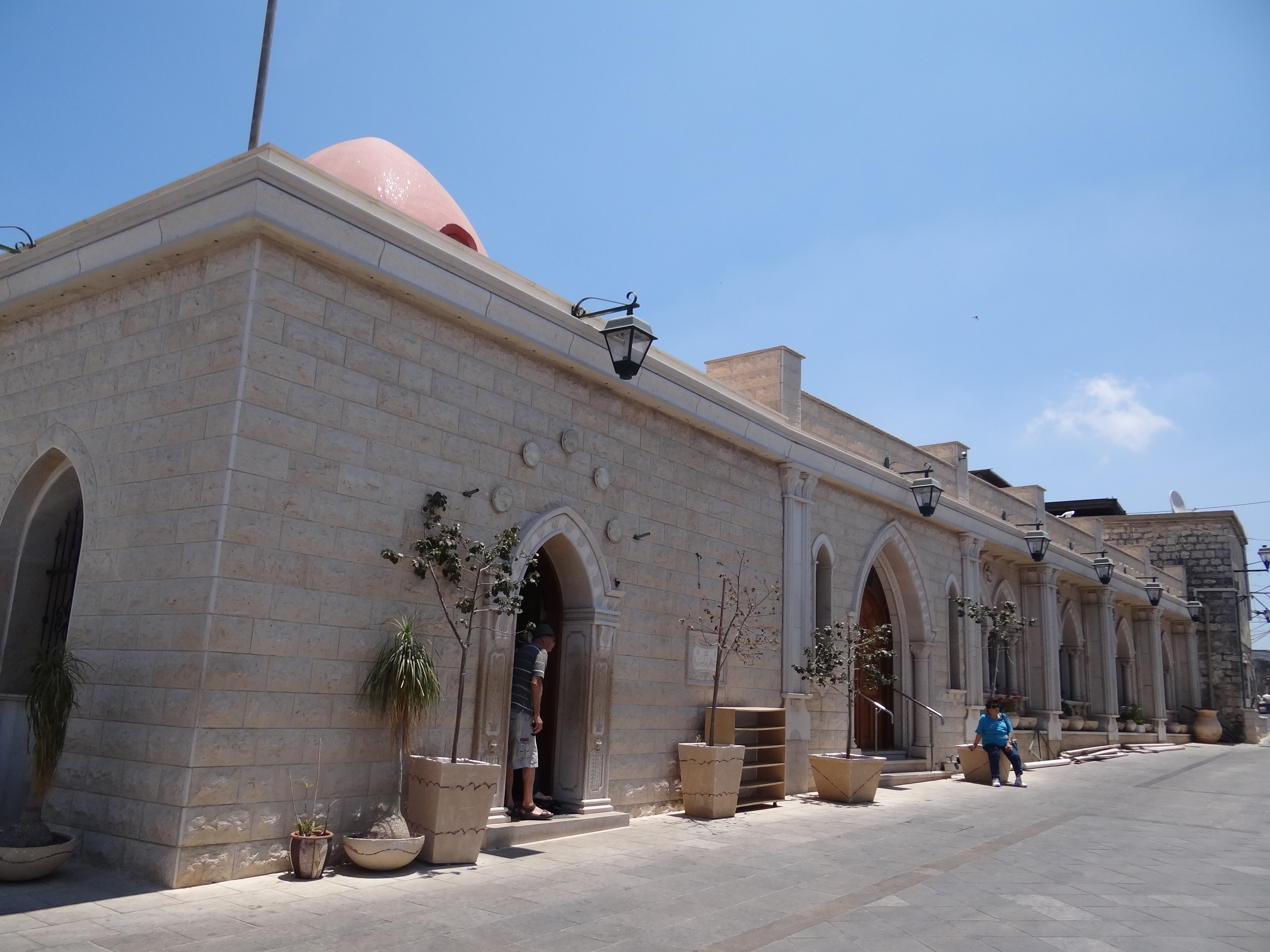
ضريح أبو إبراهيم في دالية الكرمل.

من المقامات ذات الأهمية الدينية لدى الموحدون الدروز في إسرائيل مقام النبي شعيب، هو مقام النبي شعيب الشخصية المحورية في المذهب الدرزي، والذي يقع قرب قرية حطين في إسرائيل حيث يُعتقد بأنّ النبي شعيب قد دُفن فيه، ويُعتبر هذا المقام أحد أقدس المواقع عند الطائفة الدرزية، ومقصدًا للزوار الدروز. وبعد عام 1948 تم نقل حجز القبر إلى الطائفة الدرزية، والذين يحجون إليه في كل عام في موعد محدد من 25-28 إبريل. أما ثاني أبرز المقامات الدرزية فهو مقام الخضر في كفرياسيف، ويُعد الخضر من أهم ّ الأنبياء في مذهب التوحيد الدرزي؛ يليه مقام النبي سبلان في قرية حُرفيش وهو أحد الأماكن المقدسة الهامة لدى الدروز.
تضم إسرائيل ضريح أبو إبراهيم، والذي يعتبره الدروز نبياً حيث كان من أكبر دعاة مذهب التوحيد في عهد الخليفة الفاطمي الحاكم بأمر الله في القرن الحادي عشر، ويقع المقام في أقدم جزء من دالية الكرمل. ومقام الست سارة في قرية كسرى، وهي إحدى النساء البارزات والمهمات في فترة الدعوة إلى مذهب التوحيد إبان القرن الحادي عشر. ومقام الشيخ الفاضل في قرية كفرسميع، ويقع مقام سيدنا عبد الله في بلدة عسفيا.

### لبنان

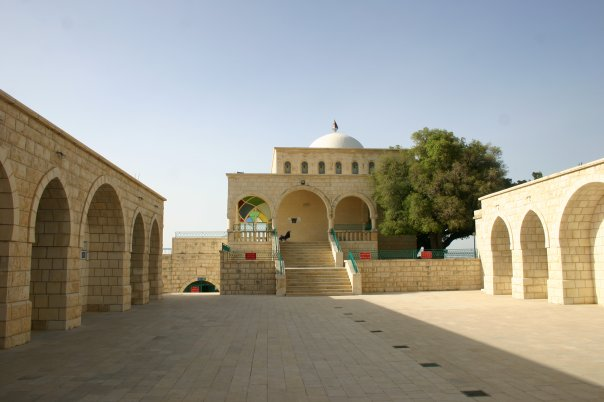
مقام النبي أيوب في قضاء الشوف.

من أبرز المواقع المقدسة لدى الدروز في لبنان مقام الأمير السيد في بلدة عبيه، ومقام النبي أيوب والذي يقع على قمة جبل يرتفع 1400 في قرية نيحا اللبنانية في الشوف، بني تخليداً لذكرى الولي النبي أيوب الذي ولد في قرية عدس في جبل الدروز بحسب التقاليد الدرزيَّة، ومقام شمليخ وهو مقام كبير يقع بالقرب من بلدة شارون اللبنانيَّة إلى الجنوب من الصفا على سفح جبل، وقد بني لذكرى مرور المولى بهاء الدين وقضائه ليلة مع جماعة من الموحدين وهو في طريقه إلى دمشق للقيام بمهمة دينية.
وتقع خلوات البياضة في مكان مرتفع يشرف على جبال منطقة الجليل الأعلى في إسرائيل من الجنوب وجبال لبنان حتى البحر المتوسط من الغرب وسهل البقاع وجبل الشيخ من الشرق. وهي معقل طائفة الموحدون الدروز وتعتبر من اماكنهم المقدسة اذ تضم خلوات للعبادة لمختلف العائلات الدرزية في لبنان وسوريا والأردن وفلسطين التاريخية. وقد دعيت بخلوات البياضة لأنها تبيض القلوب وتطهرها.

### سوريا

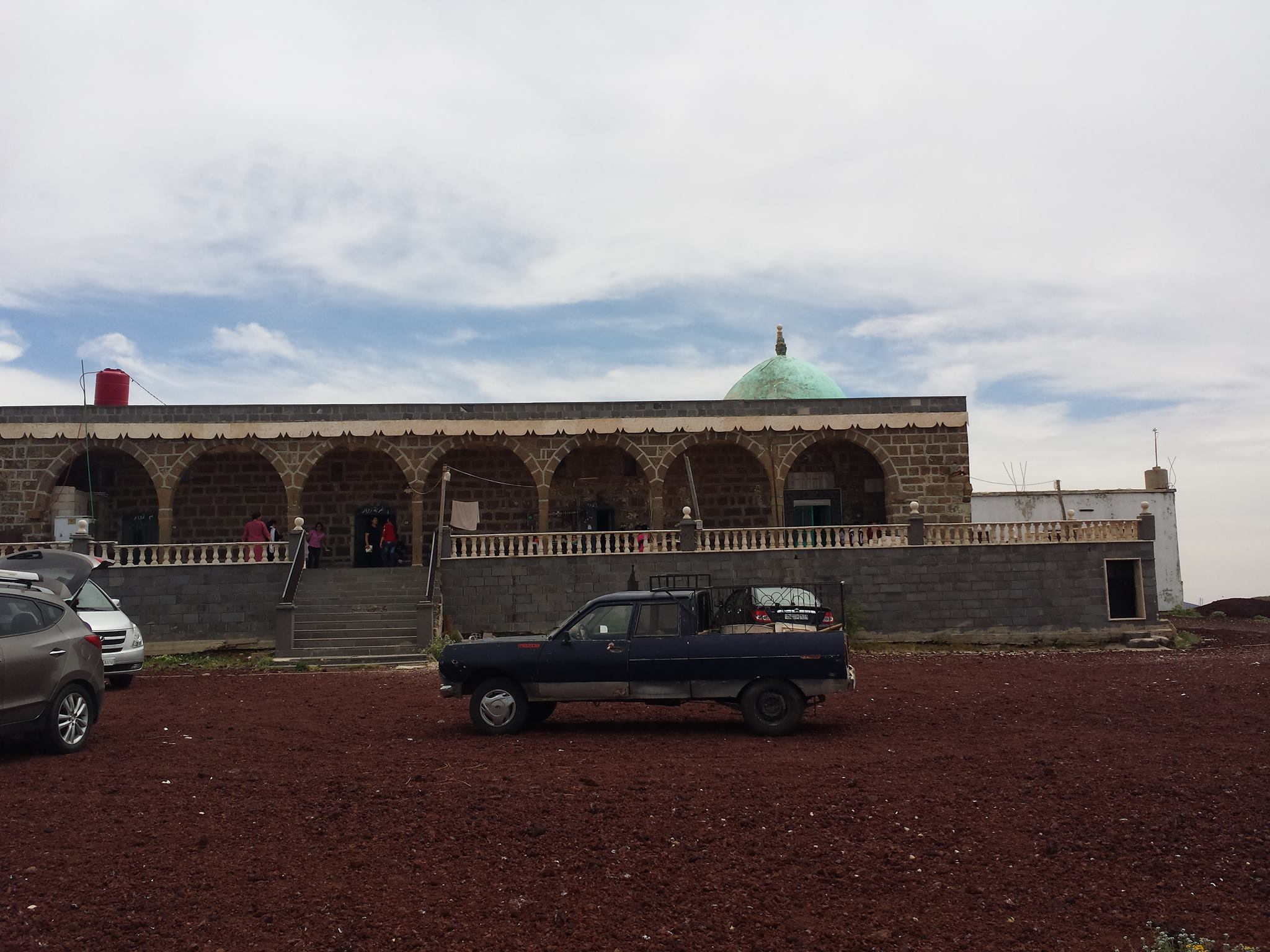
مقام السيد المسيح الدرزي في محافظة السويداء.

من المقامات الدرزيَّة المقدسة في سوريا مقام السيد المسيح والذي يقع على قمة جبلية مرتفعة بين قرى مفعلة ونمرة والطيبة من منطقة البجعة في محافظة السويداء، حيث يُقال أن يسوع التجأ إلى هذه القمة وأقام فيها حلقة سرية مع تلاميذه. إلى جانب مقام عين الزمان وهو مكان مقدس لدى الموحدين الدروز يقع بالقرب من مدينة السويداء في جبل الدروز، أقيم على أنقاض دير متهدم قبل الإنتداب الفرنسي، ويحتوي على عدد كبير من الغرف التي تضم عدداً من التماثيل الحجرية التي لها قيمة تاريخية وقيمة دينية.

## الزيارة

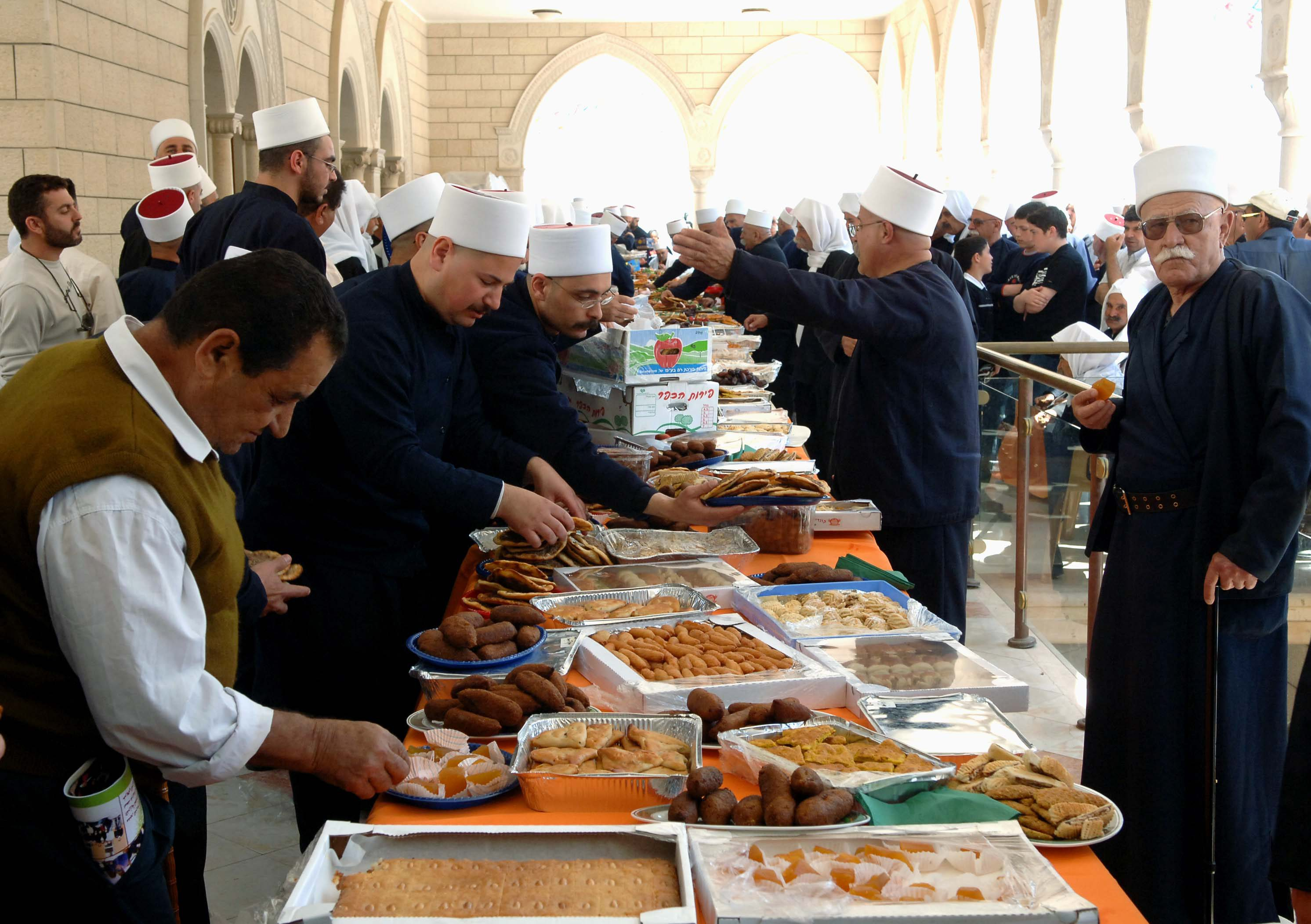
دروز خلال زيارة مقام النبي شعيب في حطين.

تسمى دور الصلاة في الدرزة الخلوة أو الخلوات. ويقوم الموحدون الدروز بين الحين والآخر بإرتياد الأماكن المقدسة لديهم، وهو ما يسمى بطقس «الزيارة». قسم من هذه الزيارات هي زيارات عموميَّة لعامة أبناء الطائفة، حيث تكون هذه الزيارات في مواعيد ثابتة من كل سنة، وفي أيام الأعياد بشكل أساسي؛ بينما بقيّة الزيارات هي زيارات شخصيَّة وفرديَّة يقوم بها الأفراد مع أبناء عوائلهم في الأوقات الملائمة لهم.
ومن الأمثلة لطقس الزيارة زيارة مقام النبي شعيب، وهو مهرجان درزي يتخلل زيارة مقام النبي شعيب في الفترة ما بين يوم 25 ويوم 28 أبريل والذي تم الاعتراف به رسمياً في إسرائيل كعطلة رسمية. ويبدأ الإحتفال في يوم 25 أبريل ويختتم في يوم 28 أبريل، ويشارك فيه العديد من الزعماء الدينيين من جميع الأديان في إسرائيل، وكذلك القادة السياسيين (أحيانًا أيضاً رئيس الوزراء) ، قادمين لتهنئة المجتمع الدرزي خلال احتفالاتهم في مقام النبي شعيب. ويستغل القادة الدينيون أو الشيوخ من جبل الكرمل ومنطقة الجليل ومرتفعات الجولان الحدث لمناقشة القضايا الدينية.